# 赤頭 (伯耆国の人物)
赤頭（あかあたま）は、鳥取県に伝わる伝説の人物である。

## 概要
鳥取県西伯郡名和村に伝わる伝説に登場しており、非常に力自慢の男。その怪力は米俵（こめだわら）を12俵まとめて運ぶほどだった。
昔、赤頭が観音堂でひと休みしていたところ、4、5歳程度の男の子が現れ、観音堂の柱に五寸釘（ごすんくぎ）を素手で刺しはじめた。その力もさるものながら、今後は素手で釘を抜き取ったかと思うと、やがて釘を刺す、抜くを繰り返して遊び始めた。しかも、よく見ると素手どころか、使っているのは指1本のみだった。赤頭は「子供に負けるか」とばかりに自分も釘を刺すが、怪力自慢の彼でも、両手で釘を刺すのがやっとで、抜き去るのは到底無理だった。男の子はその情けない様子を笑いつつ、どこかへと去っていった。
赤頭の死後、村の若者たちの何人かは、彼にあやかって怪力を授かろうと彼の墓に集まるようになった。ところが夜になると、墓のもとにいる者たちの背中に大変な重みが伝わり、とても我慢ができなくなった。その様子はまるで、目に見えない重石のようなものが背中に乗せられ、何者かがそれを背中に押しつけてきたようだったという。
『名和村郷土誌』およびそこから再録をした荻原直正『因伯伝説集』（1951年 鳥取県図書館協会・発行）の「赤頭」の項目には同様に怪力を持った人物の伝説として、鳥取県高草郡にいた三田七蔵、通称三田七が竹やぶをかるがると根こそぎ抜いて、畑地にしたという話も併記されている。
小僧がいとも簡単にたくさんの米俵を運んで、ケラケラ笑いながら行ってしまったという話もある。

### 解釈
昭和後期の妖怪に関する図鑑や書籍には、赤頭が出会ったさらなる怪力の男の子のほうが「赤頭」という名の妖怪であると紹介しているものも存在したため、「赤頭」が妖怪として表現されることがあった（なお、人を驚かすだけで傷つけたりはしない等と解説されており、実際の伝説に登場した怪力の男の子の性質そのままの場合が多く、単なる誤解による名称化である）。2000年代以後は、実際の伝説における記述が紹介されるようになっており、混乱は解消している。